# Nemognatha
Nemognatha is een geslacht van kevers uit de familie oliekevers (Meloidae).
Het geslacht is voor het eerst wetenschappelijk beschreven in 1807 door Illiger.

## Soorten
Het geslacht omvat de volgende soorten:
- Nemognatha angolensis Harold, 1879
- Nemognatha angusta Enns, 1956
- Nemognatha annulicornis Marseul, 1879
- Nemognatha apicalis LeConte, 1853
- Nemognatha atra Dugès, 1889
- Nemognatha atripennis Sturm, 1826
- Nemognatha beauregardi Pic, 1910
- Nemognatha bicolor LeConte, 1853
- Nemognatha bifoveata Enns, 1956
- Nemognatha brevicollis Champion, 1892
- Nemognatha brevirostris Enns, 1956
- Nemognatha bridwelli Wellman, 1912
- Nemognatha brunneopennis Dillon, 1952
- Nemognatha caerulans Fairmaire, 1887
- Nemognatha calceolata Guérin-Ménéville, 1844
- Nemognatha cantharidis MacSwain, 1951
- Nemognatha capensis Péringuey, 1909
- Nemognatha capillaris Enns, 1956
- Nemognatha chrysomelina (Fabricius, 1775)
- Nemognatha ciconia Marseul, 1879
- Nemognatha coeruleipennis Perty, 1830
- Nemognatha collaris Laporte, 1840
- Nemognatha cribraria LeConte, 1853
- Nemognatha curta Enns, 1956
- Nemognatha dichroa LeConte, 1853
- Nemognatha dubia LeConte, 1853
- Nemognatha dunniana Casey, 1891
- Nemognatha ephippiata Champion, 1892
- Nemognatha erythraea Pic, 1909
- Nemognatha explanata Enns, 1956
- Nemognatha flava Dugès, 1889
- Nemognatha flavicornis Stierlin, 1876
- Nemognatha foveifrons Champion, 1892
- Nemognatha francoisi Pic, 1909
- Nemognatha fulviventris Beauregard, 1890
- Nemognatha fuscicauda Fairmaire, 1887
- Nemognatha gemina Suffrian, 1853
- Nemognatha gibbifrons Guérin-Ménéville, 1844
- Nemognatha gounellei Pic, 1910
- Nemognatha gracilis (Aksentjev, 1981)
- Nemognatha hurdi MacSwain, 1951
- Nemognatha immaculata Say, 1817
- Nemognatha impressicollis Beauregard, 1890
- Nemognatha innotaticeps Pic, 1909
- Nemognatha innotatithorax Pic, 1909
- Nemognatha intermedia Péringuey, 1909
- Nemognatha longiceps Fairmaire, 1897
- Nemognatha lurida LeConte, 1853
- Nemognatha lutea LeConte, 1853
- Nemognatha macswaini Enns, 1956
- Nemognatha meraca Péringuey, 1909
- Nemognatha meropa Enns, 1956
- Nemognatha miranda Enns, 1956
- Nemognatha nebrascensis Enns, 1956
- Nemognatha nemorensis Hentz, 1830
- Nemognatha nigra LeConte, 1853
- Nemognatha nigripennis LeConte, 1853
- Nemognatha nigripennis LeConte, 1853
- Nemognatha nigrotarsata Fairmaire & Germain, 1861
- Nemognatha nitidula Enns, 1956
- Nemognatha notaticeps Pic, 1909
- Nemognatha pallidicollis Beauregard, 1890
- Nemognatha peringueyi Fairmaire, 1883
- Nemognatha peruviana Beauregard, 1890
- Nemognatha piazata (Fabricius, 1798)
- Nemognatha posoka Wellman, 1908
- Nemognatha proboscidea Fairmaire, 1902
- Nemognatha punctulata LeConte, 1853
- Nemognatha quinquemaculata Suffrian, 1853
- Nemognatha rouyeri Pic, 1910
- Nemognatha rufoscutellaris Pic, 1910
- Nemognatha scapularis Marseul, 1879
- Nemognatha scutellaris LeConte, 1853
- Nemognatha scutellaroides Wellman, 1910
- Nemognatha selanderi Enns, 1956
- Nemognatha sibirica (Gebler, 1833)
- Nemognatha sinuatipennis Pic, 1909
- Nemognatha soror MacSwain, 1951
- Nemognatha sparsa LeConte, 1868
- Nemognatha subcincta Lucas, 1859
- Nemognatha tarasca Dugès, 1889
- Nemognatha transcaspica Kaszab, 1981
- Nemognatha violacea Beauregard, 1890
- Nemognatha walkeri Beauregard, 1889
- Nemognatha werneri Enns, 1956
- Nemognatha zonitoides Dugès, 1877